# Evia (bướm đêm)
Evia  là một chi bướm đêm thuộc họ Noctuidae.